# 神経堤
神経堤（しんけいてい、neural crest）は、胚発生において生じる脊椎動物特有の構造。
ここから遊離する神経堤細胞（neural crest cell）は、多くの頭部骨格やメラニン細胞（メラノサイト）、神経節や神経膠細胞、クロム親和性細胞、一部のホルモン産生細胞などを生じる。
非常に多くの構造へ分化するため、外胚葉、中胚葉、内胚葉の三胚葉に続く、第四の胚葉と例えられる。
一般には神経管が形成される時期に、神経管と外胚葉上皮（あるいは神経襞の自由縁）との間に位置し、神経管の閉塞にともなって未分化な神経堤細胞が葉裂、遊走する。

## 歴史と名称
1868年にスイスの発生学者ヴィルヘルム・ヒスは、ニワトリの神経胚にある背側外胚葉と神経管の間にある細胞の列を’zwischenstrang'（中間にあるひも）として記述している。
その後1950年代まで、神経堤についての研究はほとんど両生類胚で行われた（スウェーデンの発生学者スヴェン・ヘルスタディウスによる総説）。魚類を研究したニュースは、神経堤を「胚期の注目すべき構造」と記述したが、その後10年間その起源は謎のままだった。
1960年代にチミジン三重水素化による細胞ラベリング法がシボンとウェストンによって開発されたことにより、両生類と鳥類でこの分野の大きな進展が見られた。しかしこの方法が使われたのは一時的であり、ニワトリとウズラのキメラを作ることによって、確かな結論が得られた。1970年代に行われた精力的な諸研究についてはニコル・ルドワランによる概説書に詳しい。

### 名称
神経堤細胞という名称は、両生類や鳥類における神経胚形成期での外胚葉吻側部（これを神経堤と呼んだ）からの遊走を明らかにした研究によって名づけられたものである。ヒトでは、実際に遊走するのは神経管外側縁からであるが、同じ神経堤という名称が使われている。ドイツ語の "Neuralleiste"、もしくは英語の "neural ridge" を語源とする。
なお、英語の "neural crest" からの直訳である「神経冠」という訳語も使用されている。"neural crest"というのは、神経管が閉じた後に背側で移動を開始する神経堤細胞を、トサカ(鶏冠)に見立てたものである(神経管が閉じる以前に神経堤細胞が移動する場合も多い)。
2008年現在、研究者や書籍によって両方の用語が使用されている。しかし「神経冠」の語を使用した場合、文章上ではいいが口頭では、「しんけいかん」「しんけいかんさいぼう」が「神経管」「神経幹細胞」ときわめて紛らわしく、意思の疎通に支障を生ずるので、「神経堤」の方が妥当という指摘がある。

## 誘導
神経堤組織となる細胞は、骨形成タンパク質 (Bone morphogenetic proteinｔ, BMP4, BMP7)、Wnt、繊維芽細胞成長因子 (Fibroblast growth factor, FGF) に誘導され、Fox3D、RhoBおよびSlugの各タンパクを発現し、またNカドヘリンの発現を抑制する。
- RhoBタンパクはおそらく遊走に必要な細胞骨格の変化を伝達する[10]。
- Slugタンパクは密着結合を切り離すための因子を活性化させる[11]。

神経堤細胞の運命を決定するのはPax3とZic1でこれらが協調的に働くことによって神経堤細胞のマーカーであるFoxd3などが発現する。

## 分類
神経堤は、その機能によって大きく分類される。

### 頭部神経堤

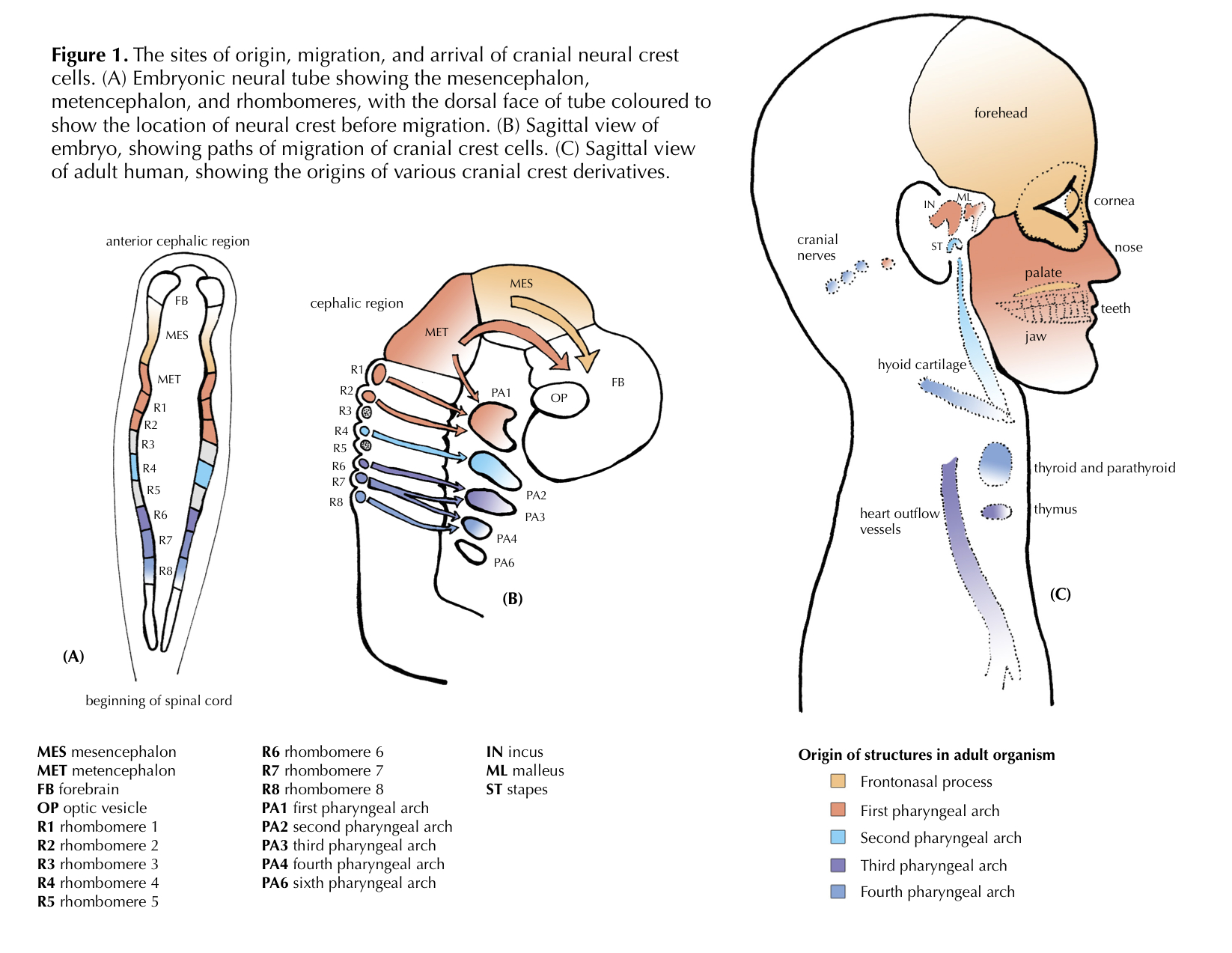
頭部神経堤細胞の分化。

- 頭部神経堤は顔面および咽頭弓に集まり、骨、軟骨、神経および結合組織を形成する。骨と軟骨を形成するのは頭部神経堤細胞だけである。

主に以下の構造へ分化する。
- 顔面を構成する骨格の大部分、咽頭弓骨格
- 第5、7、9、10脳神経（鰓弓神経）の感覚神経節
- 第3咽頭嚢での胸腺形成の誘導
- 第4咽頭嚢の甲状腺濾胞傍細胞および鰓後体
- 第3・第4咽頭嚢での副甲状腺形成の誘導
- 歯の象牙芽細胞となる
- 眼胞に遊走し、眼を形成させるとともに、角膜、強膜、毛様体筋などの前眼部の組織になる
- 耳板に遊走し、内耳形成に加わる

### 迷走・坐骨神経堤
- 迷走・坐骨神経堤は、頸部（迷走神経堤）と尾部（坐骨神経堤）から起こって腸管に集まり、副交感神経を形成して蠕動運動や血管拡張を制御する
- 腸管壁に遊走して腸管神経節（アウエルバッハ神経叢とマイスナー神経叢）となる

### 体幹部神経堤
- 迷走神経堤と坐骨神経堤の間にあるものを体幹部神経堤とよび、これは二つのグループに分かれる。一つは背外側に遊走して皮膚に分布し、色素細胞となる。もう一つのグループは、椎板の前方をぬけて腹外側に遊走し、副腎髄質のアドレナリン産生細胞となったり、交感神経の神経細胞となる。椎板の中に残って脊髄後根神経節（知覚神経）となるものもある。

遊走先として
- 脊髄の近傍に列状に並び、後根神経節を形成する
- 皮膚の中に遊走し、メラニン細胞やメルケル細胞となる
- 脊柱の近傍に遊走して交感神経幹となる

### 心臓神経堤
- 心臓神経堤は迷走神経堤と重複する位置にあり、遊走して第3、第4、第6鰓弓および心臓に分布する。心臓から生じる大血管を分ける結合組織になる。

- 鰓弓および動脈管に遊走し、大動脈肺動脈中隔や大血管の平滑筋を形成する
- 大動脈の前方に遊走し、4つの前大動脈神経節（腹腔神経節、上腸間膜神経節、下腸間膜神経節、大動脈腎動脈神経節）となる

## 遊走
神経堤細胞が遊走するには、細胞外マトリックスであるインテグリン、フィブロネクチン、ラミニンの相互作用が必要である。エフリンは椎板後方部に発現し、腹側経路にある体幹部神経堤細胞に対する抑制性のリガンドであり、細胞内のチロシンキナーゼを活性化させて細胞移動にかかわる重要な細胞骨格であるアクチンの阻害タンパクをリン酸化する。その結果これらの細胞が椎板前方に遊走するようになる。トロンボスポンジンは椎板前方部への遊走を促進する。これらが間違った場所で発現してしまうと、色素細胞がその場所に遊走、増殖する。

## 可塑性
神経堤細胞はさまざまな程度の可塑性を示す。体幹部神経堤細胞の中には、多能性を持つものがある。頭部神経堤細胞は、体幹部に移植すると体幹部神経堤細胞となる。しかし心臓神経堤細胞は、遊走前から役割が決定されている（心臓神経堤細胞だけがPax3を発現する）。

## 臨床上の問題
神経堤の誘導、形成、遊走の欠陥に起因する疾患を 神経堤症(ニューロクリストパチーneurocristopathy) といい、このうち限局性白皮症やヒルシュスプルング病を引き起こす遺伝子がマウスやラットのモデルでクローンされている。